# PC Music
PC Music est un label discographique britannique et un collectif artistique basé à Londres et dirigé par le producteur A. G. Cook. Il est fondé en 2013, publiant ses premières sorties sur SoundCloud la même année. Parmi les artistes ayant produit sur ce label figurent Hannah Diamond, GFOTY, Danny L Harle, EASYFUN, Namasenda, et Planet 1999. Les sorties du label ont été présentées sur les compilations PC Music Volume 1 (2015), Volume 2 (2016) et Volume 3 (2022). Après une décennie d'existence, le label ne se consacre plus depuis 2024 qu'à des projets d'archives et à des rééditions spéciales.
Le label est connu pour son interprétation surréaliste ou exagérée des tropes de la musique pop des années 1990 et 2000, avec souvent des voix féminines décalées et des textures synthétiques lumineuses. PC Music est caractérisé comme embrassant l'esthétique de la publicité, du consumérisme et de l'image de marque. Ses artistes présentent souvent des personnages imaginés inspirés de la cyberculture. Le label a inspiré à la fois des éloges et des critiques de la part des journalistes, et est qualifié de « polarisant ».

## Situation
Le label fonctionne comme un collectif dans lequel les artistes collaborent fréquemment les uns avec les autres. De nombreux artistes sont des pseudonymes, ce qui obscurcit l'identité et le nombre d'artistes du label. Au début, le label exerce un contrôle strict sur son image de marque et limite ses interactions avec les journalistes, et au fur et à mesure que son profil s'est développé, Cook a refusé de communiquer avec la presse, décrit comme une sorte de figure de Berry Gordy au sein du groupe. Selon le magazine Vice, les artistes de PC Music ne sont pas des personnes vivantes, mais des « œuvres d'art méticuleusement planifiées et réfléchies à long terme... des installations vivantes qui produisent de la musique. » Cook a indiqué qu'il préférait « enregistrer des personnes qui ne font normalement pas de musique et les traiter comme s'il s'agissait d'un artiste d'une grande maison de disques » Plutôt que de s'engager dans de longues campagnes de promotion, le label annonce continuellement de nouveaux artistes. Chacun d'entre eux développe une personnalité qui est véhiculée par l'argot Internet et l'imagerie des séries d'animation.

## Histoire

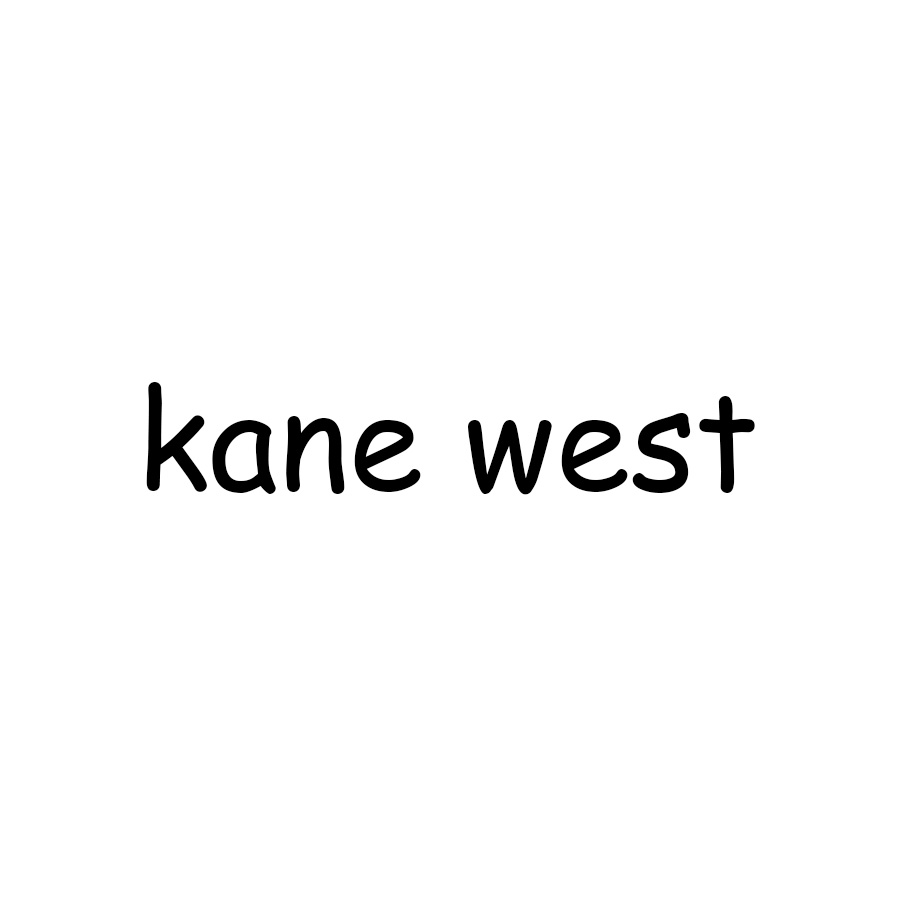
Illustration promotionnelle de l'EP Western Beats de Kane West. L'utilisation de Comic Sans fait référence à la typographie des premiers sites web.

A. G. Cook avait auparavant travaillé chez Gamsonite, un « pseudo-label » et blog rassemblant ses premières collaborations, entre autres projets, alors qu'il étudiait la musique à Goldsmiths, University of London. Il fonde PC Music en août 2013, comme un moyen de s'essayer à un rôle d'A&R. En un an, le label avait publié 40 chansons sur SoundCloud où, en septembre 2014, certaines de ses chansons avaient accumulé plus de 100 000 écoutes,. Il n'avait pas sorti de single physique, et son premier téléchargement payant n'a eu lieu qu'en novembre 2014 avec la sortie de Every Night de Hannah Diamond. Le single Hey QT de QT est également sorti en 2014, sur XL Recordings, avec une production de Cook et de Sophie, affiliée à PC Music.
En mars 2014, le label fait ses débuts sur scène aux États-Unis lorsque Cook, Sophie et QT se produisent au Hype Machine's Hype Hotel pendant South by Southwest. L'année suivante, en mars 2015, plusieurs membres du collectif apparaissent lors d'un showcase du label au South by Southwest. Cook décrit cela comme un « moment de renaissance » pour le groupe, s'orientant vers le fonctionnement d'un véritable label. Peu de temps après, ils sortent leur première compilation officielle, intitulée PC Music Volume 1. Le 8 mai 2015, les artistes de PC Music se sont produits à BRIC House à Brooklyn, New York, dans le cadre du Red Bull Music Academy Festival, pour présenter Pop Cube, « un réseau de réalité multimédia ».
Le 21 octobre 2015, le label annonce sur Facebook un partenariat avec Columbia Records. La première sortie dans le cadre de ce partenariat est un EP de Danny L Harle. En décembre 2015, PC Music sort le single Only You, une collaboration entre A. G. Cook et la star chinoise de la pop Chris Lee, avec un clip réalisé par Kinga Burza.
Le 18 novembre 2016, PC Music sort PC Music Volume 2, une compilation regroupant la plupart des artistes du label. Une critique dans The Guardian le loue pour être « plus belle et plus progressive que jamais » et prouve que « Cook et son équipe sont les plus intelligents et les plus réfléchis de la pop britannique. »
Le 16 février 2018, PC Music sort une compilation limitée en double vinyle des volumes 1 et 2 de PC Music et en décembre 2018, PC Music annonce de nouvelles rééditions en vinyle et en CD des volumes 1 et 2 de PC Music, ainsi que la première sortie physique de la compilation Month of Mayhem du label.
Le 25 juin 2023, date du 10e anniversaire du label, PC Music annonce que 2023 serait la dernière année de nouvelles sorties du label et qu'à partir de 2024, le label se consacrerait à des projets d'archives et à des rééditions spéciales. Cette annonce coïncide avec la sortie d'une mixtape reprenant les œuvres de nombreux artistes de PC Music. La dernière nouveauté de PC Music est le premier album de Thy Slaughter, Soft Rock, sorti le 1er décembre 2023, avec des apparitions d'Alaska Reid, Caroline Polachek, Ellie Rowsell et Charli XCX, ainsi que des compositions supplémentaires d'Alma, Patrik Berger, Noonie Bao et Sophie.

## Style musical et influences
Le label a sorti de la musique avec un son cohérent que Clive Martin, écrivant pour Vice, a décrit comme « un composite ludique de sons et de genres ignorés. » Lanre Bakare, dans The Guardian, identifie les éléments de la musique comme « les énormes coups de synthé favorisés par les bergers du classement Eurodance tels que Cascada, les sous-basses du grime et la gamme vocale pitchée du happy hardcore. » Les styles et influences de la musique incorporée comprennent le bubblegum dance, la balearic trance, le wonky et l'electro house. Cook cite la pop coréenne et japonaise et la culture gyaru, ainsi que la production de Max Martin, Jimmy Jam et Terry Lewis. Sa production consiste à superposer des sons discordants pour produire des mélanges chaotiques, similaires aux techniques utilisées dans la musique black MIDI. De brusques changements de timbre et de rythme sont utilisés pour créer de multiples perspectives d'une personnalité. Cook cite aussi indirectement le musicien américain Conlon Nancarrow comme source d'inspiration dans le PC Music Pop Cube Trailer 1.
Les compositions de PC Music ont souvent pour thème le consumérisme. Les Lipgloss Twins font référence aux marques de mode et de maquillage dans leurs vidéos, et les voix sur le mix du label pour DIS Magazine reflètent diverses formes de marketing : étiquettes d'identification des producteurs, bandes-annonces de films et placement de produits pour un sponsor,. Le label fait appel à des chanteurs inexpérimentés pour enregistrer ses chansons. Il traite minutieusement les voix, en décalant la hauteur vers le haut ou en les hachant pour les utiliser comme élément rythmique,. Ces distorsions créent une représentation post-ironique du consumérisme, de l'argent et du sexe.
L'esthétique de PC Music combine des éléments de mignonnerie, de camp et de kawaii,,, mais souvent, comme le souligne le critique musical Maurice Marion dans Rare Candy, avec un sous-entendu sinistre et lynchien obtenu par des inversions dissonantes et une harmonisation caustique. Les critiques comparent le label à Ryan Trecartin par son rythme irrégulier et son argot de valley girl. Dans un article pour le magazine Vice, Ryan Bassil pense que le style de PC Music permet une expression plus franche des émotions.